# Prunișor, Arad
Prunișor este un sat ce aparține orașului Sebiș din județul Arad, Crișana, România.

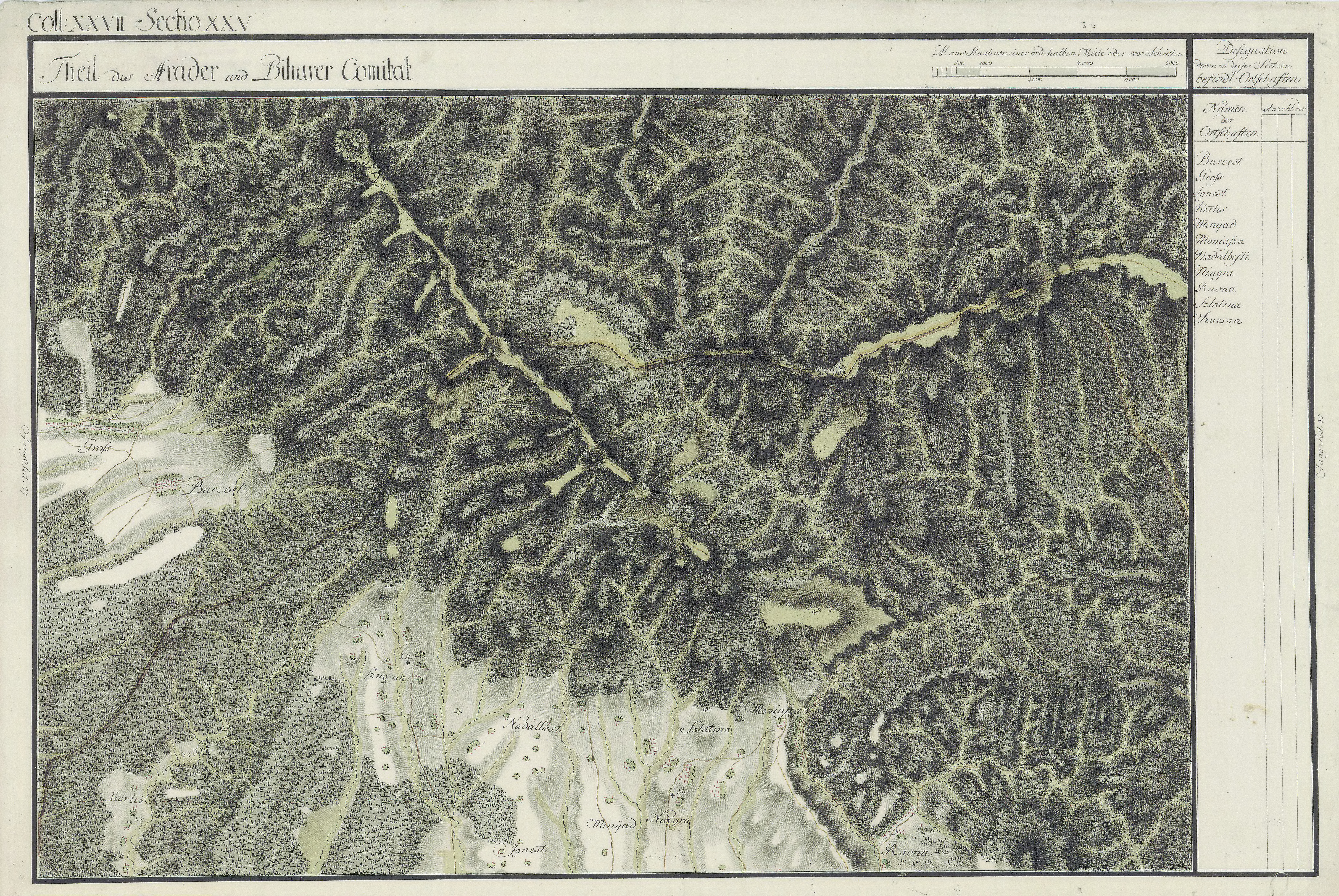
Prunișor în Harta Iosefină a Comitatului Arad, 1782-85